# 淮国旧
淮国旧是中華人民共和國上海市的一個以卖旧货为主的商店。

## 歷史
1949年，上海市贸易信托公司成立，這是中國共產黨接管上海後主持全上海商业活动的一个专门机构，也是接管中華民國政府遗留资产的机构。1954年9月29日，淮国旧以国营上海市贸易信托公司旧货商场之名，在淮海中路424号开业，該商店隸屬於上海市贸易信托公司。它是南原五星百货有限公司改组而来。淮国旧是国营上海市贸易信托公司旧货商场的簡稱。中國共產黨打算利用淮國舊來筹措资金。開張時淮国旧的商场有1000多平方米，前门是淮海中路，后门是长乐路。當時淮國舊主要販賣中國共產黨从中華民國政府手中接管的各类物资和各式查抄罚没物品。1956年，淮国旧又开辟收购寄售业务。1970-80年代，文革中的一些抄家物品在淮國舊販賣。1985年，淮国旧改名为淮海贸易信托商场。1988年，淮国旧全面停业装修，恢復營業後又改名上海五星公司（五星公司）。
1992年，为建设上海南北高架路，淮国旧搬遷至顺昌路，后来又搬遷至中山南一路。
2022年9月29日，益民集团旗下全新的淮国旧H22在淮海中路766号開業，新的淮國舊以販賣二手奢侈品為主。H22中的‘H’代表淮海路和淮国旧的开头字母，‘2’代表二手，两个‘2’也象征二手循环。